# بایرون سنتر (میشیگان)
بایرون سنتر (به انگلیسی: Byron Center) یک منطقهٔ مسکونی در ایالات متحده آمریکا است که در شهرستان کنت، میشیگان واقع شده‌است. بایرون سنتر ۱۳٫۰ کیلومتر مربع مساحت و ۵٬۸۲۲ نفر جمعیت دارد و ۲۲۷ متر بالاتر از سطح دریا واقع شده‌است.